# Луконин, Михаил Александрович
Михаи́л Алекса́ндрович Луко́нин (17 августа 1959, Горький — 16 сентября 2018, Плюсский район, Псковская область) — советский и российский эстрадный и оперный певец (баритон), композитор.

## Биография
Окончил вокальный факультет консерватории им. М. И. Глинки в Нижнем Новгороде. Уже в годы обучения стал солистом оперного театра, где исполнил важные партии баритонового репертуара. Много гастролировал за рубежом (Бельгия, Германия, Голландия, Дания, Италия, Польша, Швейцария) с сольными программами; принимал участие в постановках современных опер в Бельгии и Голландии. 
Творческую карьеру начал в 1987 году на сцене Нижегородского оперного театра.
С 1992 по 1996 год был солистом камерного музыкального театра «Санкт-Петербург опера», где исполнял ведущие партии в комических операх Доницетти «Колокольчик» и «Viva la mamma», в произведениях современных авторов. В 2000 году был приглашён в Санкт-Петербургский театр музыкальной комедии.
В 2000—2009 годах — солист Санкт-Петербургского театра музыкальной комедии.
С 2009 года реализовывал собственные проекты: сольные концерты, моноспектакли, участвовал как в музыкальных постановках, так и в драматических антрепризах.
С 2012 года — художественный руководитель Петербургского музыкального театра.
Преподавал в Санкт-Петербургской государственной консерватории имени Н. А. Римского-Корсакова.
Михаил Луконин — автор музыки и соавтор сценария к исполняемому им моноспектаклю «Волчьи ягоды». Моноспектакль шёл с успехом в Петербурге и Москве.
Член жюри конкурса «Весна романса»; Член жюри детского конкурса «Восходящая звезда»; Председатель жюри детского конкурса «Светлячок»; Член жюри международного конкурса «Арт-премиум»; Член жюри детского конкурса академического вокала в Кохтла-Ярве (Эстония); Член жюри международного конкурса романса имени Изабеллы Юрьевой (Таллинн, Эстония).
Активно занимался благотворительной деятельностью и как организатор, и как участник многочисленных концертов.
Погиб 16 сентября 2018 года в результате автокатастрофы на 195-м километре Р23 федеральной трассы Р-23 Санкт-Петербург — Невель.

## Творческая карьера
- 1987—1992 — Нижегородский оперный театр,
- 1992—1996 — солист театра Санкт-Петербург Опера,
- 2000—2009 — Санкт-Петербургский театр музыкальной комедии

## Творчество

### Роли в театре

#### Нижегородский оперный театр
- Онегин — «Евгений Онегин», П. И. Чайковский
- Елецкий — «Пиковая дама», П. И. Чайковский
- Валентин — «Фауст», Ш.Гуно
- Фигаро — «Севильский цирюльник», Дж. Россини

#### Санкт-Петербургский театр музыкальной комедии
- «Мистер Икс»
- «Синяя Борода»
- «О, Милый друг»
- «Мечты о танго»
- «Продавец птиц»

#### Антрепризный театр
- «Да здравствует любовь»
- «Трансплантация»

#### Сольные концертные программы
- «Неповторимый Петербург» (концерт из произведений ленинградских — петербургских композиторов)
- «К юбилею Александры Пахмутовой» (концерт — посвящение)
- «Любовь — волшебная страна» (концерт из произведений Андрея Петрова)
- «Посвящение Александру Колкеру»
- «Творчество Анатолия Кальварского»
- «Творчество Георгия Портнова»
- «Итальянский концерт» (камерные произведения Россини, Беллини, Доницетти, Верди)
- «Джордж Гершвин — золотые мелодии 20 века»
- «Музыкальные отражения: классические романсы и арии русских композиторов в джазовой обработке»
- «С восторгом радости, с молитвой благодарной» (духовно-лирические произведения русских поэтов и композиторов)

### Композиторское творчество

#### Автор песен
- «Карельский перешеек», к 70-летию битвы за Карельский перешеек
- «Вальс-признание», к юбилею Калининского района
- «Остров Декабристов», к юбилею муниципального образования «Остров Декабристов»
- «Полигон Инженерных войск», к юбилею инженерных войск

#### Автор музыки
- музыка к авторскому моноспектаклю «Волчьи ягоды»

## Награды и номинации
- номинация на премию Грэмми — музыкальный диск «Шостакович: неизвестные вокальные циклы»[6]
- лауреат первой премии Международного конкурса романса имени Изабеллы Юрьевой в Таллине[6]

## Дискография
В России выпущены восемь сольных компакт-дисков. Альбом «Шостакович: неизвестные вокальные циклы» был номинирован на премию Грэмми.